# 2002年國家聯盟冠軍賽
2002年國家聯盟冠軍賽是由國聯中區冠軍聖路易紅雀對決國聯外卡舊金山巨人的比賽，最後巨人以4勝1敗打敗紅雀，晉級世界大賽。

## 概要

### 舊金山巨人 對 聖路易紅雀
舊金山以4勝1負贏得系列賽
| 場次 | 客隊 | 比分 | 主隊 | 日期     | 球場           | 觀眾人數 |
| ---- | ---- | ---- | ---- | -------- | -------------- | -------- |
| 1    | 巨人 | 9：6 | 紅雀 | 10月9日  | 布希紀念體育場 | 52175    |
| 2    | 巨人 | 4：1 | 紅雀 | 10月10日 | 布希紀念體育場 | 52195    |
| 3    | 紅雀 | 5：4 | 巨人 | 10月12日 | 太平洋貝爾球場 | 42177    |
| 4    | 紅雀 | 3：4 | 巨人 | 10月13日 | 太平洋貝爾球場 | 42676    |
| 5    | 紅雀 | 1：2 | 巨人 | 10月14日 | 太平洋貝爾球場 | 42673    |

## 逐場戰況

### 第一場
10月9日，密蘇里州，聖路易，布希紀念體育場
| 舊金山巨人 | 1 | 4 | 1 | 0 | 1 | 2 | 0 | 0 | 0 | 9 | 11 | 0 |
| 聖路易紅雀 | 0 | 1 | 0 | 0 | 2 | 2 | 0 | 1 | 0 | 6 | 11 | 0 |
| 勝投： 柯克·里特（1–0） 敗投： 麥特·莫里斯（0–1） 救援成功： 羅布·南恩（1） 全壘打： 巨人：肯尼·洛夫頓（3上,1分）、David Bell（5上,1分）、Benito Santiago（6上,2分） 紅雀：亞伯特·普荷斯（5下,2分）、Miguel Cairo（6下,2分）、J·D·德魯（8下,1分） |   |   |   |   |   |   |   |   |   |   |    |   |

巨人在首局靠著3次保送和一支安打拿下1分，2局上靠著安打串聯打下4分。
3局上，肯尼·洛夫頓敲出陽春砲，讓巨人取得6比1領先。雙方之後開啟了全壘打攻勢，都各打3支全壘打。不過巨人仍靠著比賽前段的大局全場維持領先，終場9比6打敗紅雀。

### 第二場
10月10日，密蘇里州，聖路易，布希紀念體育場
| 舊金山巨人 | 1 | 0 | 0 | 0 | 2 | 0 | 0 | 0 | 1 | 4 | 7 | 0 |
| 聖路易紅雀 | 0 | 0 | 0 | 0 | 0 | 0 | 0 | 1 | 0 | 1 | 6 | 0 |
| 勝投： Jason Schmidt（1–0） 敗投： Woody Williams（0–1） 救援成功： 羅布·南恩（2） 全壘打： 巨人：瑞奇·奧瑞利亞 2（1上,1分、5上,2分） 紅雀：Eduardo Pérez（8下,1分） |   |   |   |   |   |   |   |   |   |   |   |   |

瑞奇·奧瑞利亞上演了個人秀，他在首局敲出陽春砲，5局上又敲出2分砲。雖然Eduardo Pérez在8局下敲出全壘打還以顏色，不過這支全壘打也是紅雀全場唯一得分。最後巨人4比1再下一城。

### 第三場
10月12日，加利福尼亞州，舊金山，太平洋貝爾球場
| 聖路易紅雀 | 0 | 0 | 2 | 1 | 1 | 1 | 0 | 0 | 0 | 5 | 6  | 1 |
| 舊金山巨人 | 0 | 1 | 0 | 0 | 3 | 0 | 0 | 0 | 0 | 4 | 10 | 0 |
| 勝投： 查克·芬利（1–0） 敗投： Jay Witasick（0–1） 救援成功： 傑森·伊茲林豪辛（1） 全壘打： 紅雀：Mike Matheny（4上,1分）、吉姆·艾德蒙斯（5上,1分）、Eli Marrero（6上,1分） 巨人：貝瑞·邦茲（5下,3分） |   |   |   |   |   |   |   |   |   |   |    |   |

紅雀在比賽前中段多有把握得點圈機會，而巨人在前四局只靠著一次高飛犧牲打拿下1分。
5局下，貝瑞·邦茲敲出讓全場觀眾沸騰的3分砲，一棒追平比數。不過Eli Marrero在6局上敲出陽春砲再度取得領先，紅雀便以這一分笑到最後。

### 第四場
10月13日，加利福尼亞州，舊金山，太平洋貝爾球場
| 聖路易紅雀 | 2 | 0 | 0 | 0 | 0 | 0 | 0 | 0 | 1 | 3 | 12 | 0 |
| 舊金山巨人 | 0 | 0 | 0 | 0 | 0 | 2 | 0 | 2 | X | 4 | 4  | 1 |
| 勝投： Tim Worrell（1–0） 敗投： Rick White（0–1） 救援成功： 羅布·南恩（3） 全壘打： 紅雀：無 巨人：Benito Santiago（8下,2分） |   |   |   |   |   |   |   |   |   |   |    |   |

紅雀在首局就靠著3支安打拿下2分，而Andy Benes在前五局也都沒有丟掉任何分數。
6局下，Benes連丟兩次保送後退場，結果Rick White沒能拆彈成功，被J.T. Snow敲出安打，比賽再次回到原點。
8局下，Benito Santiago敲出關鍵2分砲，巨人在這場比賽首次取得領先。雖然紅雀在9局上靠著不死三振和安打追回一分，但是羅布·南恩頂住壓力，連續三振亞伯特·普荷斯和J·D·德魯，讓巨人以3勝1敗取得聽牌優勢。

### 第五場
10月14日，加利福尼亞州，舊金山，太平洋貝爾球場
| 聖路易紅雀                                          | 0 | 0 | 0 | 0 | 0 | 0 | 1 | 0 | 0 | 1 | 9 | 0 |
| 舊金山巨人                                          | 0 | 0 | 0 | 0 | 0 | 0 | 0 | 1 | 1 | 2 | 7 | 0 |
| 勝投： Tim Worrell（2–0） 敗投： 麥特·莫里斯（0–2） |   |   |   |   |   |   |   |   |   |   |   |   |

麥特·莫里斯和柯克·里特上演精采的投手戰，前6局兩邊都形成0比0平手。
7局上，Mike Matheny率先敲出二壘安打，之後靠著高飛犧牲打拿下全場第一分。8局下，巨人在一出局滿壘時也敲出高飛犧牲打，雙方再度平手。
9局下，麥特·莫里斯迅速取得兩個出局數，但他卻沒能順利解決第三位打者。David Bell和Shawon Dunston都敲出安打上壘，肯尼·洛夫頓也成功把握機會，他敲出右外野方向再見安打，巨人成功晉級世界大賽。

## 外部連結
- 2002 NLCS at Baseball-Reference（页面存档备份，存于）